# Zasilna vojaška moč (letalski motor)
Zasilna vojaška moč (ang. War Emergency Power - WEP) je tehnologija, ki je omogočala nekaterim vojaškim letalskim motorjem iz 2. svetovne vojne, da so za kratek čas (po navadi 5 minut) razvijali več kot 100% nazivne moči motorja.
Lovsko letalo P-51D Mustang je imelo normalno moč 1490 KM, z uporabo WEP pa 1720 KM. Vought F4U Corsair je razvijal okrog 410 KM več, ko je uporabljal WEP.
Večjo moč se je dalo dosečti na načinov: z vrizgavanjem vode ali pa mešanice vode/metanola. Lahko se je povečalo polnjenje mehanskega polnilnika.  

## Sistemi za povečanje moči
- Vbrizgavanje vode
- MW50 mešanica metanola in vode
- GM 1 vbrizgavanje dušikovih oksidov
- Forsaž
- Vbrizgavanje propana